# Le regine
Le regine è stato un programma televisivo italiano, trasmesso dalla Rete 1 dal 6 febbraio 1982 il venerdì alle 20:40 per sei puntate.

## Il programma
Il programma, scritto da Leo Chiosso, Sergio D'Ottavi ed Eros Macchi, era condotto da Gianni Cavina, affiancato, di volta in volta, dalle più famose regine, appunto, del teatro italiano in veste di soubrette e mattatrici: Valeria Moriconi, Loretta Goggi, Paola Borboni, Moira Orfei, Paola Pitagora e Monica Vitti. Il programma era ricco di sketch, canzoni e balletti.